# Klępczewo
Klępczewo (dawniej: niem. Klemzow) – wieś w Polsce położona w województwie zachodniopomorskim, w powiecie świdwińskim, w gminie Świdwin.
We wsi znajduje się pałac klasycystyczny z XIX wieku oraz park z przełomu XVIII i XIX w.
W Klępczewie znajdują się małe jeziora takie jak: Czarne lub Oczko. Przy wjeździe od strony Świdwina po lewej stronie można zobaczyć duże prywatne jezioro.
Klępczewo po raz pierwszy wymieniono w dokumencie z 1499. Około 1843 wieś liczyła 202 mieszkańców, którzy zajmowali się głównie rolnictwem. W tym samym roku obszar gminy wynosił 1000,4 ha. Znajdowała się tu fabryka skrobi. W 1932 Klępczewo (wtedy Klemzow) stało się dzielnicą Klemzow-Schivelbein. Pod koniec II wojny światowej, 3 marca 1945 Klępczewo zajęły oddziały Armii Czerwonej. 
Wkrótce po tym rozpoczął się napływ Polaków.
Do 1945 Klępczewo było samodzielną parafią. Należało do kręgu Kościoła Schivelbein w województwie pomorskim, przynależało do Kościoła protestanckiego Starego Związku Pruskiego. Ostatnim niemieckim proboszczem był Kurt Lemke.
Klępczewo posiadało kościół zbudowany z drewna dębowego na planie prostokąta. Do kościoła należał też mały cmentarz otoczonym murem.
Kościół został zniszczony po 1945.
Szkołą w Klępczewie kierował Otto Bartelt (nauczyciel-organista). Jego następcą został Wendt (nauczyciel).